# Пахіфітум
Пахіфітум (Pachyphytum L.) — рід сукулентних рослин з родини товстолистових.

## Етимологія

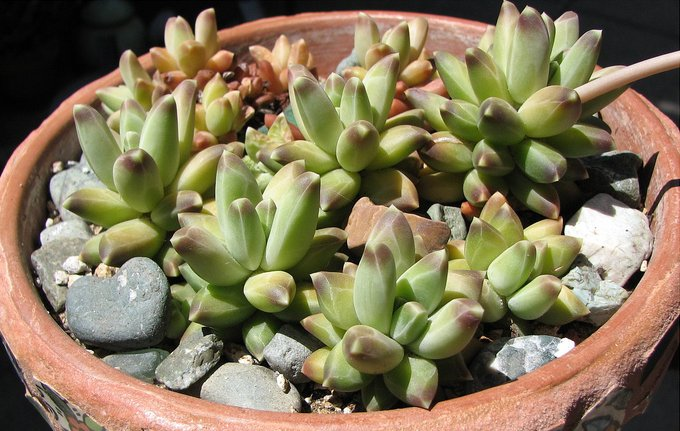
Пахіфітум компактний (Pachyphytum compactum)

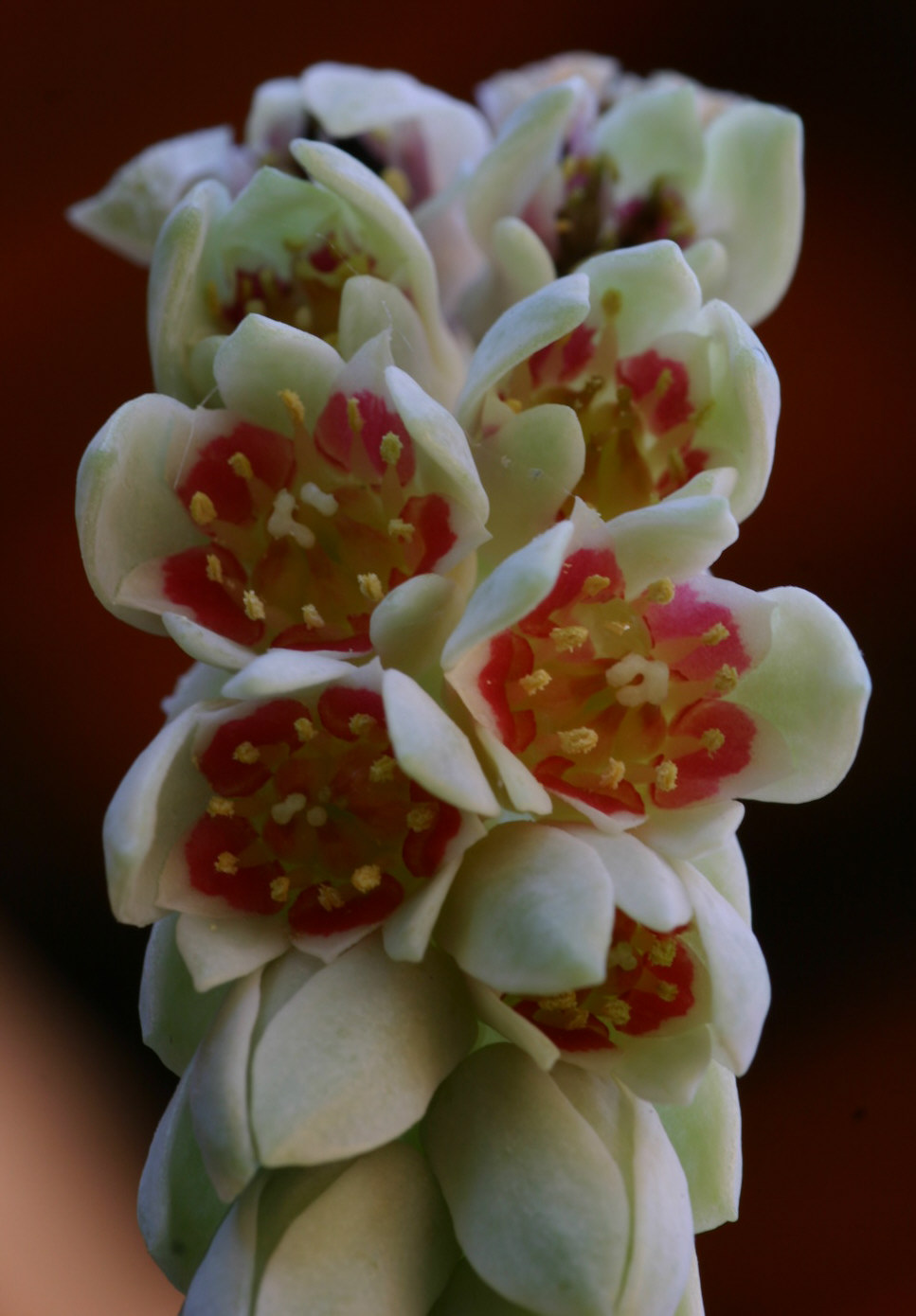
Квіти пахіфітума

Назва роду походить від латинських слів лат. pachyphys — «товстий» і лат. phyton — «лист».

## Загальна біоморфологічна характеристика
Пахіфітуми — вічнозелені низькорослі рослини не більше 30 см заввишки. Стебла товсті, м'ясисті, рідкорозгалужені, прямостоячі зі слідами опалого листя, з віком вилягають. Листя товсті, м'ясисті, різноманітні за формою, довжиною від 3 см до 10 см; сіро-зелені або блакитнувато-зелені, іноді з червонуватим відтінком; покриті сірувато-білою восковою осугою. Листя розташовані у верхній частині стебла, де утворюють щось на зразок нещільної розетки. По мірі зростання, старі листя опадають і на стеблах лишаються помітні рубці. Квітконіс виходить з пазухи одного з верхніх листків. Квітки невеликі, дзвоникоподібні, пониклі, зібрані в китицю; розпускаються по черзі, починаючи з нижніх. Забарвлення квіток біле, рожеве, жовте, оранжеве, червоне.

## Поширення
Ареал пахіфітумів охоплює майже всю Мексику, де вони є ендемічними рослинами.

## Систематика
Рід Пахіфітум (Pachyphytum) був виділений з роду Очиток (Sedum), з яким перебуває у близькому рідстві. Також має еволюційну спорідненість з родом Ечеверія (Echeveria), з яким у лабораторних умовах отримано кілька міжродових гібридів під назвою Pacheveria (укр. Пачеверія).

## Види
Враховуючі відкриття останніх років, рід Пахіфітум налічує близько 20 видів.
| - Pachyphytum brachetii Reyes, Gonzales & Gutierrez - Pachyphytum bracteosum Klotzsch - Pachyphytum brevifolium Rose - Pachyphytum caesium Kimnach - Pachyphytum coeruleum Meyran - Pachyphytum compactum Rose - Pachyphytum contrerasii Glass | - Pachyphytum fittkaui Moran - Pachyphytum garciae Glass, Perez-Calix - Pachyphytum glutinicaule Moran - Pachyphytum hookeri Salm-Dyck - Pachyphytum kimnachii Moran - Pachyphytum longifolium Rose - Pachyphytum machucae Ruiz, Chazaro & Glass | - Pachyphytum oviferum Purpus - Pachyphytum rzedowskii Garcia, Perez-Calix & Meyran - Pachyphytum saltensis Brachet, Reyes & Mondragon - Pachyphytum viride Walther - Pachyphytum werdermannii Poellnitz |

## Вирощування в культурі
Пахіфітуми — цікаві декоративні рослини, придатні для створення разом з іншими сукулентами мікрокомпозицій у плошках та контейнерах.
Рослини розміщують на освітленому місці.
Ґрунтова суміш: листова земля, крупний пісок, торф у рівних частинах з додаванням керамзиту.
Полив: з весни до осені зволожують регулярно, взимку утримують майже сухо при температурі 10-16 °C. Переносять короткочасне зниження температури нижче нуля в умовах спокою (сухого субстрату).
Розмноження: насінням, або вегетативно — підсушеними листовими живцями.
Рослини не можна чіпати руками, тому що воскова осуга, що надає рослині декоративності легко стирається і потім не відновлюється.
Колекція Ботанічного саду імені академіка Олександра Фоміна в Києві представлена 4 видами та 2 сортами.

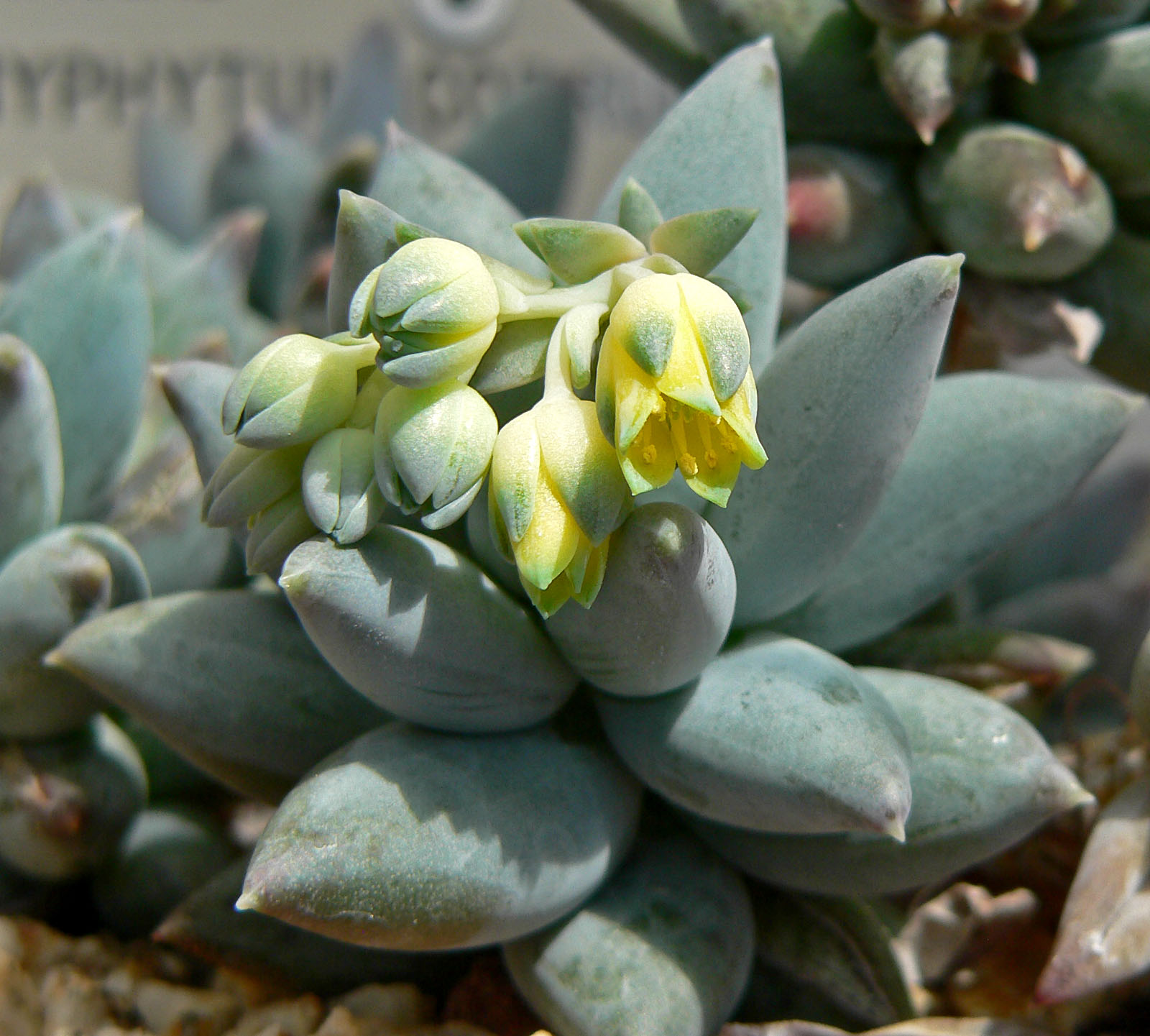
Pachyphytum coeruleum
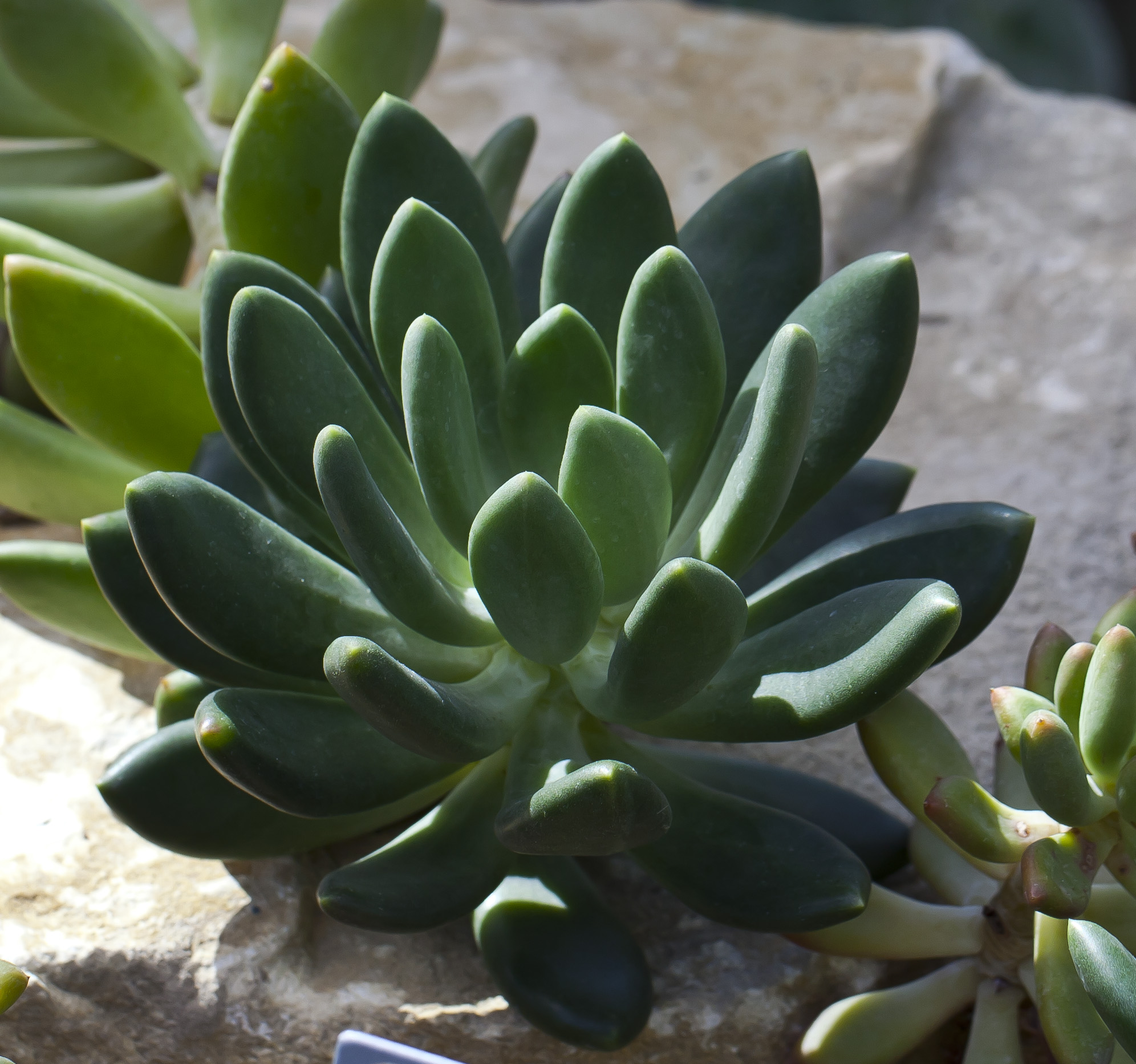
Pachyphytum fittkaui
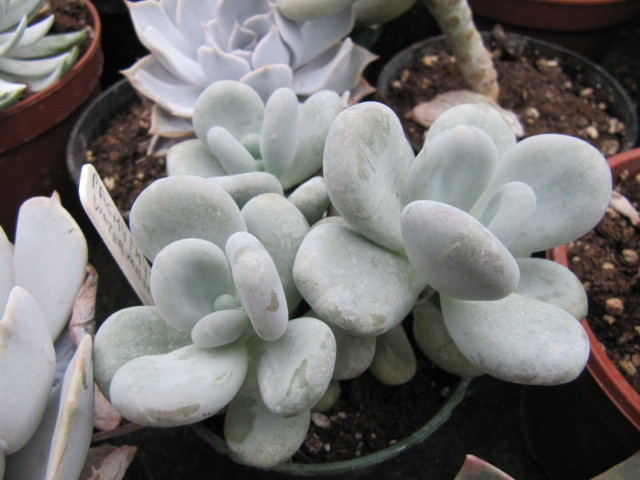
Pachyphytum werdermannii
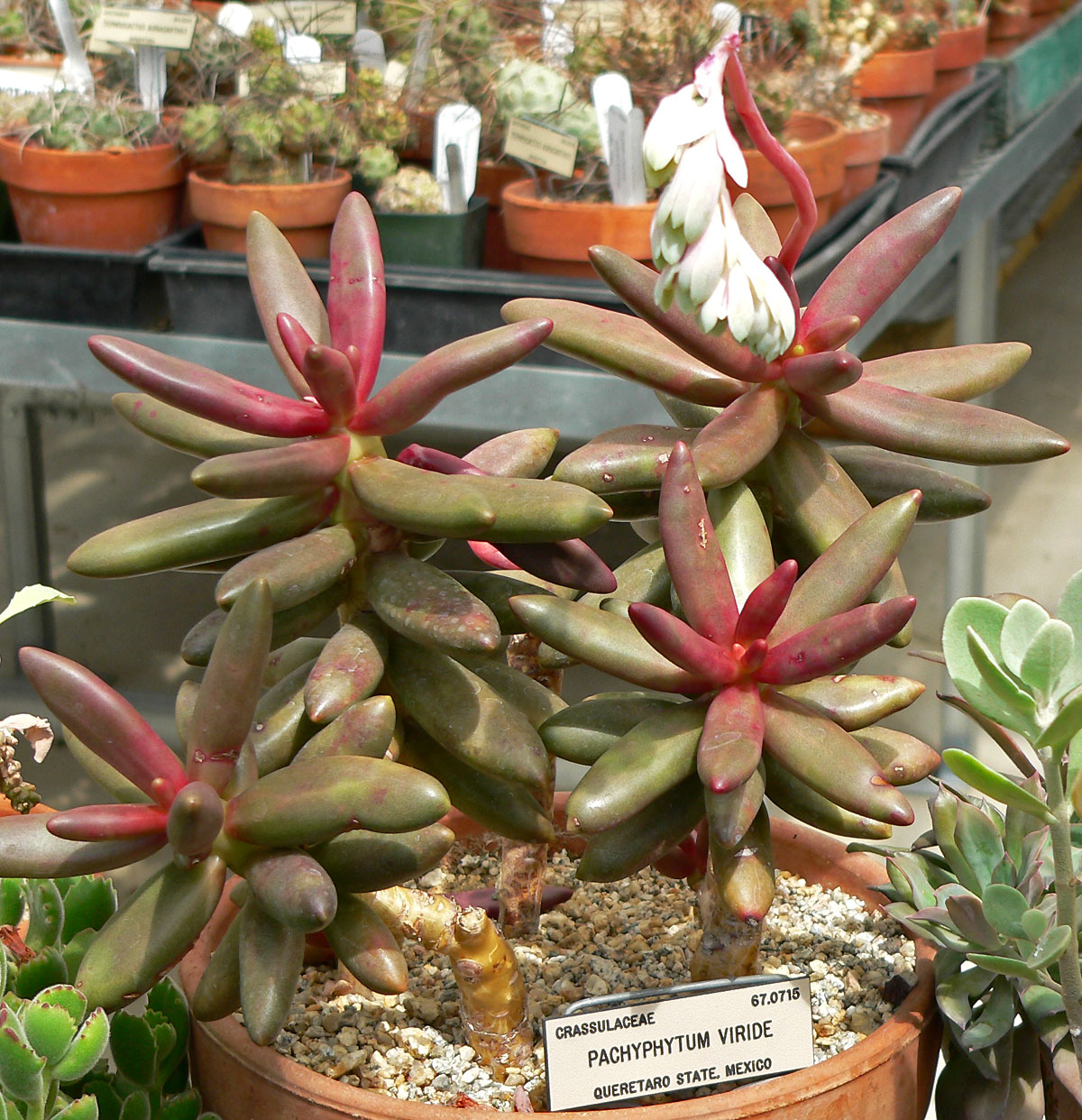
Pachyphytum viride
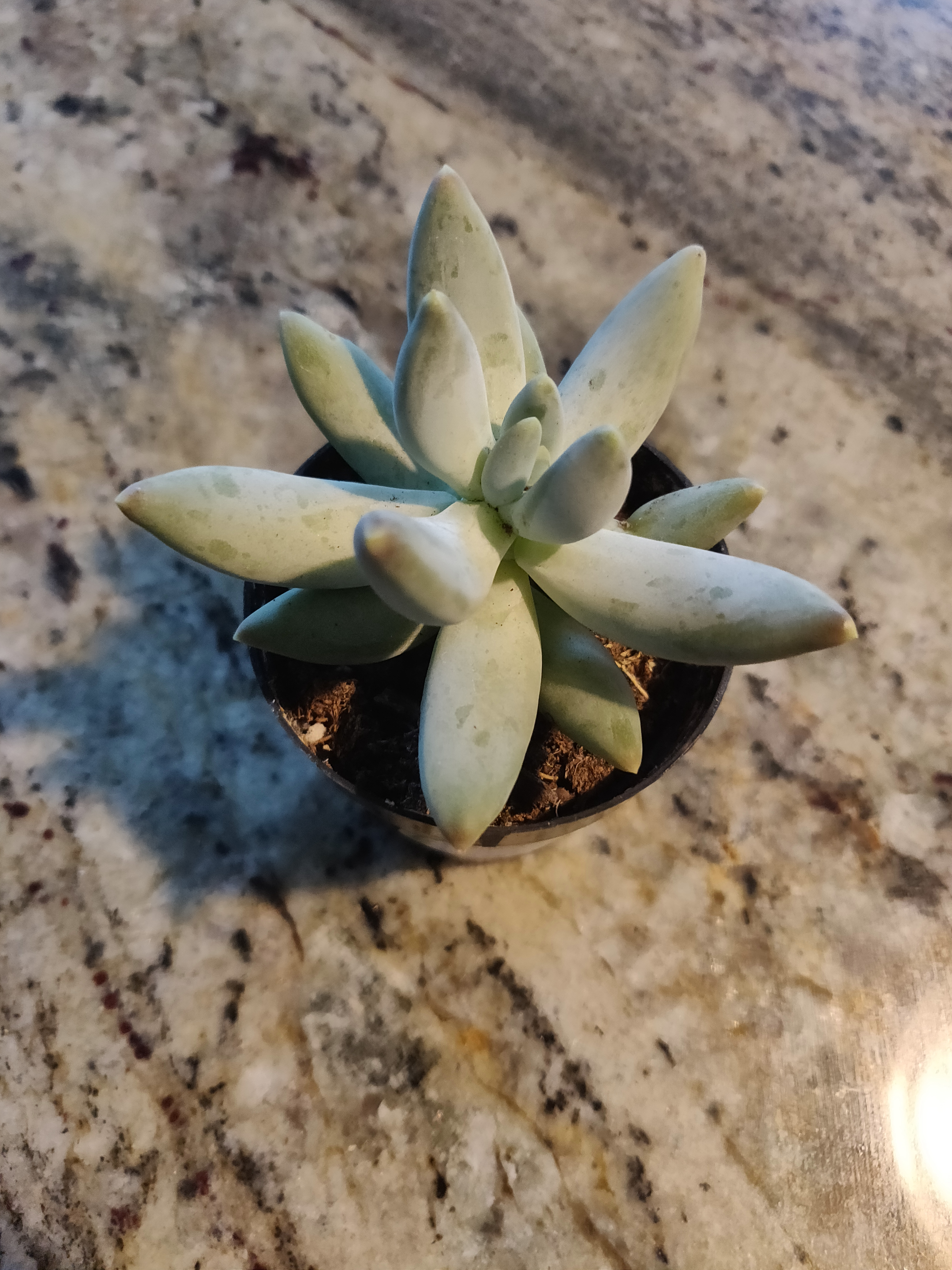
Pachyphytum bracteosum